# Sorella roncaire
La sorella roncaire (Caranx rhonchus) és un peix teleosti de la família dels caràngids i de l'ordre dels perciformes.

## Morfologia
Pot arribar als 60 cm de llargària total i als 1.000 g de pes.

## Distribució geogràfica
Es troba des de les costes del Marroc fins a Angola, incloent-hi la costa mediterrània africana.